# Atlasaurus imelakei
Atlasaurus imelakei (”Atlas jättelika ödla”) är en art av dinosaurier som tillhör släktet Atlasaurus, en brachiosaurid från mellersta jura (bathonian- till callovian-epokerna för 180 miljoner år sedan) i det som idag är Norra Afrika.

## Fyndhistorik
Atlasaurus beskrevs av Michel Monbaron, Dale A. Russell och Philippe Taquet år 1999 och är känd från ett nästan komplett skelett med kranium. De fossila resterna hittades 1981 i Wawmda i Tiougguit-formationen, Azilalprovinsen, Atlasbergen, Marocko. Dess längd beräknas till upp till 15 meter och dess höjd till manken till 5 meter.

## Etymologi
Atlasaurus döptes efter fyndplatsen i Atlasbergen, platsen där titanen Atlas sades ha hållit upp himlen, i Marocko. Som en parallell betydelse fick djuret namnet på grund av dess storlek. Artnamnet, A. imelakei, härstammar från den arabiske jätten Imelake, vilket också betyder 'jätte'. Suffixet σαυρος/sauros kommer från grekiskan och betyder 'ödla'.

## Klassificering
Atlasaurus identifierades ursprungligen som en relativt primitiv sauropod inom familjen Cetiosauridae, men det har visat sig att arten är närmare släkt med Brachiosaurus än någon annan känd sauropod. Dessa antaganden baserar sig på detaljerade likheter mellan ryggraden och lemmarna. I förhållande till den uppmätta längden hos ryggraden (som innehåller 12 ryggkotor, 3,04 m) skiljer sig Atlasaurus från Brachiosaurus med att ha ett proportionellt större kranium, en kortare hals (med minst 13 nackkotor som är kortare och mer likformiga i längd än hos Brachiosaurus), en längre svans och mer långsträckta lemmar. Underkäken är 69 cm och halsen 3,86 m lång, och dess beräknade vikt är 22,5 ton. Tänderna är skedformade och lämpade sig troligen enbart till att riva av växtdelar från de högsta träden.